# Candelaria de San José
Susana Paz-Castillo Ramírez, (1863-1940) conocida como la Madre Candelaria de San José, o simplemente como Madre Candelaria es una Beata de la Iglesia católica fundadora de las Hermanas Carmelitas de Madre Candelaria o Hermanas Carmelitas Venezolanas que nace el 11 de agosto de 1863, en Altagracia de Orituco, en el Estado Guárico, en Venezuela. Es reconocida oficialmente por la Santa Sede como Beata desde el 24 de abril de 2008, siendo la segunda venezolana en alcanzar la gloria de los altares después de la Madre María de San José. Hija de Francisco de Paula Paz Castillo y María del Rosario Ramírez. Su padre fue un hombre de gran corazón, con conocimientos de medicina naturista que gozaba del aprecio de sus vecinos. Él murió el 23 de noviembre de 1870, cuando ella tenía 7 años. La abuela paterna de Susana Paz Castillo Ramírez fue Doña Candelaria Pérez y Bolívar que era prima hermana del Libertador Simón Bolívar.

## Biografía
Susana Paz-Castillo Ramírez nació en Altagracia de Orituco, el 11 de agosto de 1863. Sus padres fueron Francisco de Paula Paz Castillo y María del Rosario Ramírez.

## Infancia
Fue bautizada en la Iglesia Parroquial de Nuestra Señora de Altagracia, por el párroco Juan Pablo. Aprendió a leer, escribir y a realizar trabajos de corte y confección, especialmente el bordado.

## Inicios de sus proezas
Su madre, murió el 24 de diciembre de 1887, cuando Susana tenía 24 años. En ese momento, le tocó asumir las responsabilidades del hogar. Paralelamente, comenzó a hacer obras de caridad con los enfermos y heridos, que recogía y cuidaba en una casa semi-abandonada que estaba anexa a la Iglesia Parroquial.
Luego en 1903, la localidad decide la creación de un hospital y proponen a Susana como directora. Una vez instalado el Hospital "San Antonio", Susana se recluye allí para cuidar a los enfermos, junto a otras jóvenes que, al igual que ella, ya habían manifestado su deseo de ser religiosas.
El 13 de septiembre de 1906, con autorización del Obispo diocesano, viste el hábito de las Hermanitas de los Pobres y cambia su nombre por el de Candelaria de San José.
Ya Madre Candelaria tenía cinco hospitales y ella y sus "Hermanitas" tenían que multiplicarse para atender a tantas necesidades.
La salud de Madre Candelaria se resiente y en abril de 1919 fue sometida a una delicada operación quirúrgica en un seno en el Hospital Vargas, Caracas. Mientras Madre Candelaria seguía hospitalizada después de su operación, el 29 de junio de ese mismo año, llega de emergencia al hospital, el Doctor José Gregorio Hernández, luego de ser víctima de un accidente automovilístico. Madre Candelaria acudió a donde se encontraba el Dr. Hernández, rezando por su salud, pero lamentablemente falleció.
Madre Candelaria fue a convalecer a Porlamar, Nva. Esparta, y durante ese tiempo de retiro obligado, que no pudo estar con sus enfermemos, ella escribe:

"Yo ganando, pues el Divino Esposo me tiene muy regaladita; Él me devolvió la vida para que lo conociera y amara más, pues quizás antes no estaba preparada. Hoy me da pruebas y me hacer amarlo todos los días más".

El 31 de diciembre de 1910, nace oficialmente la Congregación de las Religiosas Carmelitas de la Tercera Orden Regular, en la actualidad Religiosas Carmelitas de la Madre Candelaria. Monseñor Felipe Neri Sendrea confirmó a Madre Candelaria como Superiora General de la Congregación.
La Madre Candelaria de San José dirigió la Congregación de las Religiosas Carmelitas de la Tercera Orden Regular durante 35 años. En 1937 la sucedió en el cargo la Madre Luisa Teresa Morao. Tras dejar el cargo de Superiora General, siguió trabajando en la Congregación como maestra de novicias. 
En la actualidad la Congregación de las Madres Carmelitas está formada por unas ochenta religiosas, contando con trece casas en Venezuela y una casa en Puerto Rico.

### Fallecimiento
Murió en la madrugada del 31 de enero de 1940, en la ciudad de Cumaná, estado Sucre, a los 76 años, donde desempeño por muchos años sus actividades caritativas.

## Honores
- Hogar Geriátrico "Madre Candelaria de San José", ciudad de Funza, Cundinamarca, Colombia y en Vereda San Nicolás, San Javier, Cundinamarca, Colombia.
- Centro Residencial de Servicios Sociales Madre Candelaria o INASS Madre Candelaria. Carretera Nacional vía oriente, frente a la entrada del sector Paural.
- U. E. Colegio Madre Candelaria, renombrada después de su promoción XX con el nombre de: U. E. Colegio Nrta Sra. de Altagracia. Carretera Nacional después del Hospital Dr. José Francisco Torrealba, siguiendo derecho, contando 4 esquinas y al llegar a la cuarta se dobla a la izquierda.
- Farmacia Madre Candelaria. Bulevar Rómulo Gallegos, detrás del Hotel El Galicia.
- Sector Madre Candelaria.
- U. E. Colegio nuestra Sra. Del Carmen (dirigido por las Hermanas Carmelitas de Madre Candelaria).

## Beatificación

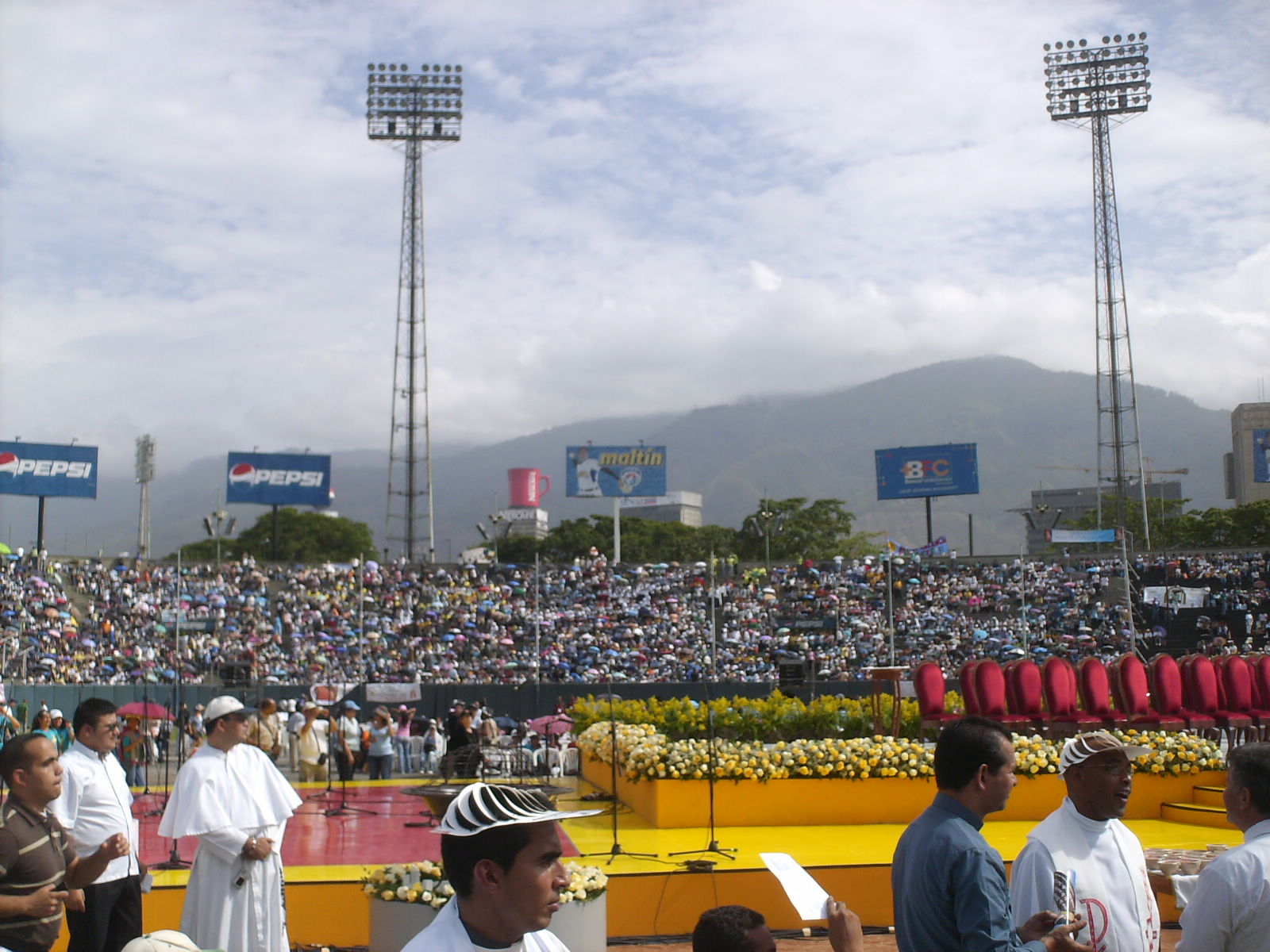
Acto de beatificación de Madre Candelaria en el estadio universitario de Caracas, el 27 de abril de 2008.

Su Beatificación fue aprobada por el Papa Benedicto XVI en Roma el 24 de abril de 2008, según investigación realizada por la Congregación para la Causa de los Santos, La Madre Candelaria de San José tiene aprobado un milagro. En 1995, la señora Rafaela Meza de Bermúdez, residente en Altagracia de Orituco, le fue diagnosticado un embarazo de alto riesgo, con síntomas de insuficiencia cardíaca, anemia y preeclampsia. En la semana 29 de gestación, se le práctico un ecosonograma que mostró ausencia de actividad en el corazón del feto, y por ende, su muerte. La señora Rafaela oró con mucha devoción a la Madre Candelaria de San José y cuando los médicos fueron a limpiar su útero, vieron nacer con asombro a una niña, luego bautizada con el nombre de Milagros Candelaria. Este "milagro viviente" como denominan a Milagros algunos de sus paisanos de Altagracia de Orituco, estuvo presente en el acto de Beatificación.